# Al-ʿAnkabūt
Al-ʿAnkabūt (arabisch العنكبوت al-ʿAnkabūt ‚Die Spinne‘) ist die 29. Sure des Korans, sie enthält 69 Verse. Ihr Titel bezieht sich auf den Vers 41, in dem ein Gleichnis von der Spinne und ihrem „Haus“ vorkommt, als Hinweis auf die Schwäche und Verletzlichkeit des Spinnennetzes.
Zur Datierung der Sure gibt es unterschiedliche Vorstellungen und Überlieferungen. Die meisten muslimischen Kommentatoren denken an das Ende der dritten mekkanischen Periode (620–622), mit Ausnahme der ersten elf Verse, die zu Beginn des Aufenthaltes in Medina, also zwischen 622 und 625 entstanden sein sollen. In einer Überlieferung von Ibn Abbas wird die ganze Sure als medinisch bezeichnet. Es gibt auch die Ansicht, die ganze Sure sei medinisch außer den ersten elf Versen.
Nach drei geheimnisvollen Buchstaben beginnt die Sure mit einer Betrachtung über die Bedeutung des Glaubens und die Prüfungen, denen Gläubige ausgesetzt sind. Die Verse 14 bis 40 enthalten einen kurzen Umriss der Prophetengeschichte: Noach, Abraham, Lot, Schuʿayb als Prophet von Madyan, ʿĀd, Thamud und schließlich Qārūn und Pharao als Gegner von Moses. Das Gleichnis mit der Spinne (Verse 41–44) dient als Überleitung zum Schlussteil, in dem Gedanken über die Botschaft des Korans, die Vergeltung Gottes und seine Wohltaten zur Sprache kommen.

Der Schlussvers erwähnt den Dschihad mit folgenden Worten: 

„Diejenigen aber, die sich um unseretwillen abmühen, werden wir unsere Wege führen. Gott ist mit denen, die fromm sind.“